# Китайская литература

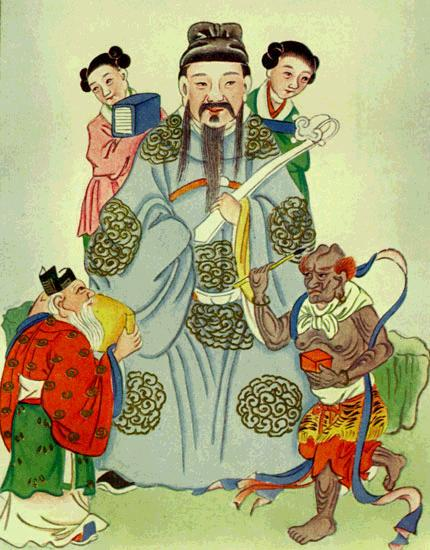
Вэньчан, китайский бог литературы

Кита́йская литерату́ра — литература на китайском языке. Одна из древнейших литератур в мире.
В отличие от западноевропейской литературы Нового Времени, художественные тексты в Китае до XIX века занимали второстепенное место относительно литературы историографической и этико-философской направленности, как прямое следствие господства конфуцианской идеологии.
Бросается в глаза отсутствие древнейшего пласта эпического устного творчества и разрозненность мифологических представлений. Предполагается, что в их искоренении также участвовала конфуцианская идеология; следы их существования обнаруживаются в фольклоре китайских национальных меньшинств.
Отличительной чертой иерархии китайских литературных жанров является низкое положение драмы и её сравнительно позднее возникновение. Малоразвитыми относительно европейской традиции оказались мемуарный и эпистолярный жанры, однако их место занял т. н. жанр «записок» бицзи, близкий к эссе.

## Древнейшие письменные памятники
- Цзягувэнь — гадательные надписи на костях и панцирях черепах (Династия Шан)
- Эпиграфические надписи на ритуальных бронзовых сосудах (Династия Чжоу)

Помимо эпиграфических источников, классическая литература упоминает ряд памятников, о происхождении которых почти ничего не известно: см. Сань фэнь, У дянь 三墳五典.